# Hôtel Bel-Air

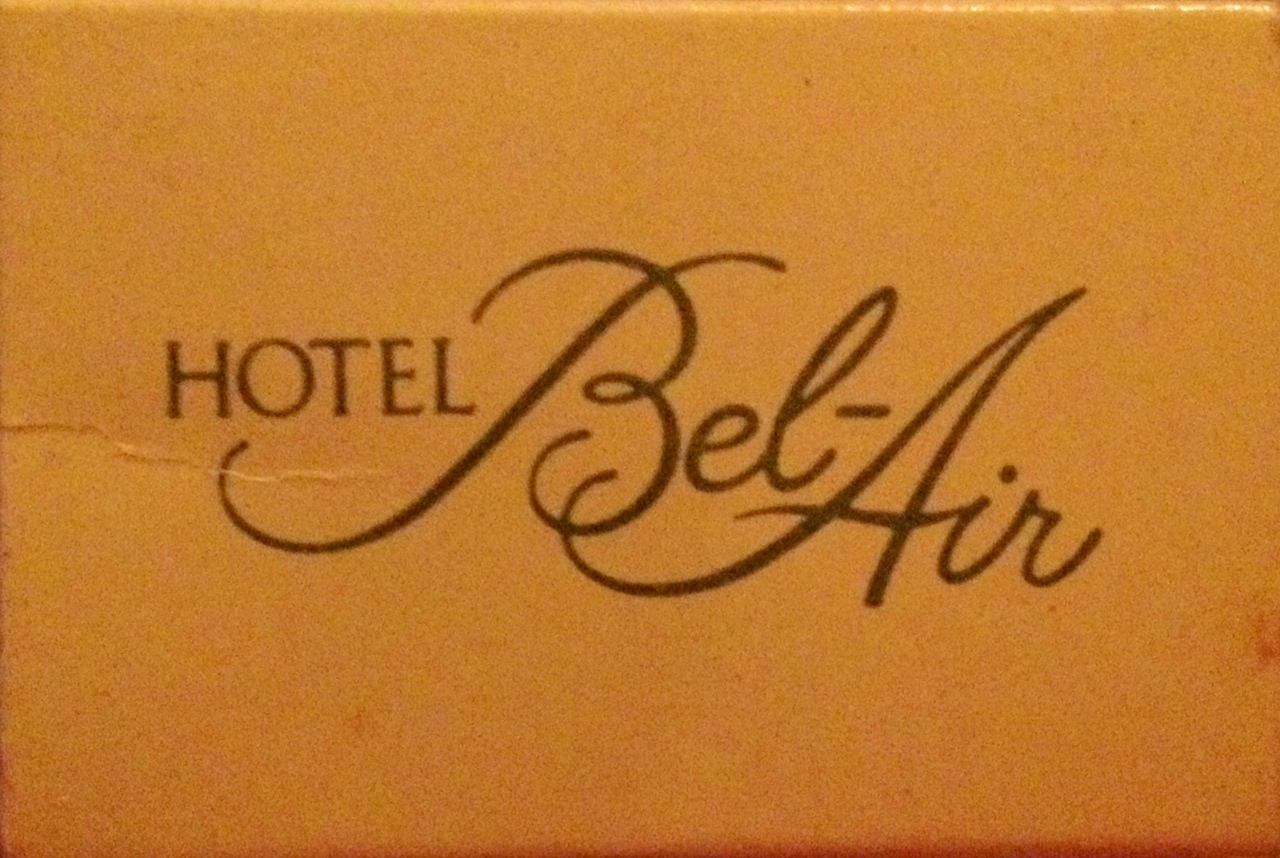
Boîte d'alumettes avec le logo de l'hôtel.

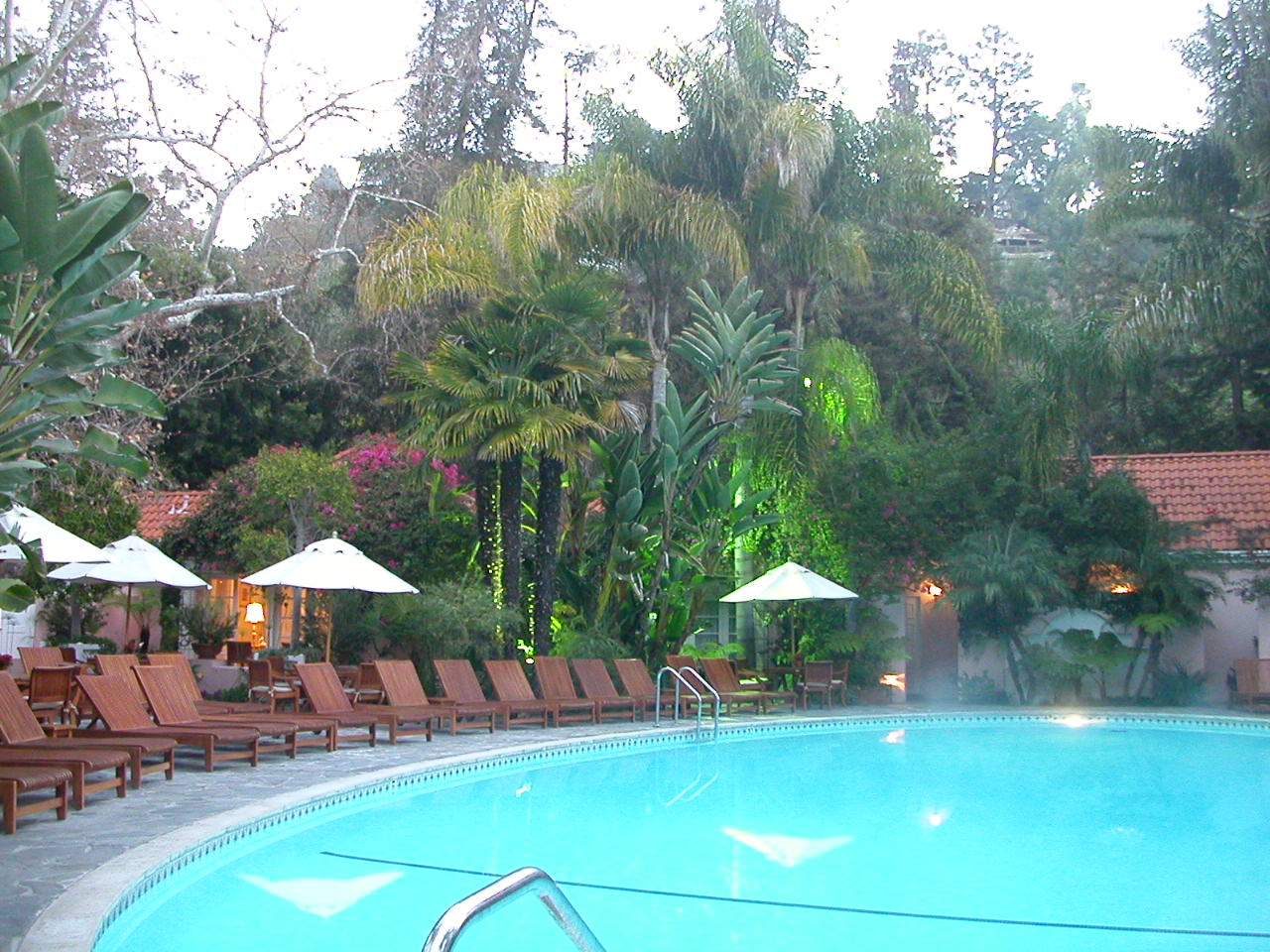
Piscine de l'hôtel Bel-Air.

Pour les articles homonymes, voir Bel-Air.
L'hôtel Bel-Air est situé dans le quartier de Bel Air à Los Angeles, à quelques km du Sunset Boulevard. C'est un des dix hôtels de luxe gérés par Dorchester Collection, appartenant à un fonds d'investissement de Brunei,. Il dispose de 58 chambres et 45 suites.
Parmi ses clients figurent Robert Wagner, Judy Garland, Bette Davis, Lauren Bacall, Paul Newman, Robert Redford, Jimmy Stewart, Audrey Hepburn et Grace Kelly, qui fréquentait souvent cet hôtel et avait une suite à son nom.
C'est dans cet hôtel que Marilyn Monroe a fait sa dernière séance de photos, The Last Sitting, pour le magazine Vogue six semaines avant sa mort,.
L'hôtel, qui a fait l'objet d'une réfection de 100 millions de dollars en 2011 (et où les employés ne doivent depuis plus être syndiqués), a remporté à quatre reprises la distinction de « Number One Hotel in the World ». Il propose une suite présidentielle avec sa propre piscine privée.
En 2013, le sultan de Brunei Hassanal Bolkiah décide d'appliquer la charia dans son pays (qui prévoit, entre autres, la flagellation pour les femmes qui avortent ou la lapidation pour les homosexuels), ce qui entraîne une importante campagne de boycott des hôtels du groupe Dorchester (outre l'hôtel Bel-Air, le Beverly Hills Hotel en Californie, le Dorchester à Londres et le Meurice à Paris). Cette polémique rebondit en 2019, enchaînant une nouvelle campagne de boycott.